# Ryan Jack
Ryan Jack (ur. 27 lutego 1992 w Aberdeen) – szkocki piłkarz występujący na pozycji środkowego pomocnika. Zawodnik klubu Rangers.

## Kariera klubowa
Do zespołu dołączył w roku 2008. Zadebiutował w meczu z Rangers F.C. w 2010. Pierwszego gola zdobył przeciwko Inverness Caledonian Thistle. Gol został nominowany do nagrody Goal of the Season for 2010/11. W październiku 2011 podpisał nowy kontrakt.